# Sporting Kansas City
Sporting Kansas City ist ein Franchise der Profifußball-Liga Major League Soccer (MLS) aus der Metropolregion Kansas City. Während sich die Geschäftsstelle in Kansas City, Missouri befindet, finden die Heimspiele im Children’s Mercy Park in der angrenzenden Schwesterstadt im Bundesstaat Kansas statt. Das Franchise wurde 1995 gegründet und nahm in der Premierensaison 1996 den Spielbetrieb auf. Die Teamfarben sind blau und weiß.

## Geschichte

### Die ersten Jahre (1996 bis 1999)
Der Club wurde 1995 unter dem Namen Kansas City Wiz gegründet. Erster Besitzer war der Unternehmer Lamar Hunt. Wegen eines Streits um die Urheberrechte wurde der Name nach der ersten Saison in Wizards geändert. Der Name bezieht sich auf den Zauberer von Oz.
Das erste Spiel wurde am 13. April 1996 gegen die Colorado Rapids ausgetragen. Es endete 3:0 für die Wizards durch die Tore von Vitalis Takawira und Frank Klopas. Der Engländer Ron Newman war erster Trainer der Mannschaft. Unter ihm konnte die Mannschaft die erste Saison erfolgreich mit der Qualifikation für die Play-offs abschließen. Dort traf die Mannschaft auf Dallas Burn und siegte nach drei Spielen. Im Halbfinale unterlagen die Wiz allerdings gegen Los Angeles Galaxy.
Der Erfolg der ersten Saison setzte sich auch 1997 fort. Kansas City konnte die Western Conference gewinnen und sich erneut für die Play-offs qualifizieren. Dort unterlag die Mannschaft allerdings gegen die Colorado Rapids. Der Rekordtorschütze Preki wurde zum besten Spieler der Major League Soccer ernannt. Die MLS-Saison 1998 wurde für die Wizards zu einem Desaster. Die Mannschaft erreichte den letzten Platz in der Western Conference und damit keine Qualifikation für die Play-offs. 1999 setzte sich dieser Abwärtstrend fort und schon während der Saison wurde der bisherige Trainer Ron Newman durch den ehemaligen US-Nationaltrainer Bob Gansler ersetzt. Trotz des Trainerwechsels landete das Team wiederum auf dem letzten Platz der Western Conference.

### MLS Cup 2000
In der MLS-Saison 2000 kehrte die Mannschaft zu ihrer Form von 1996 und 1997 zurück. Großen Anteil daran hatten, neben Trainer Gansler, die Spieler Tony Meola und Miklos Molnar. Meola blieb 681 Minuten lang ohne Gegentor. Am Ende der Regular Season stellte Kansas City einen Rekord mit 16 Siegen und nur 7 Niederlagen in 32 Spielen auf und gewann als beste Mannschaft beider Conferencen den MLS Supporters’ Shield. In den Play-offs setzte sich die Mannschaft gegen die Colorado Rapids und Los Angeles Galaxy durch. Im MLS-Cup-Spiel sicherte sich das Team durch ein 1:0 den Sieg über Chicago Fire und damit die Meisterschaft. Den Treffer erzielte Molnar in der 11. Minute.

### Jahre nach dem Sieg (2001 bis 2010)
Zur Saison 2001 verließ der Rekordtorschütze Preki die Mannschaft in Richtung Miami Fusion. Als Ersatz wurde der ehemalige US-Nationalstürmer Roy Lassiter verpflichtet. Die Wizards konnten sich zwar für die MLS-Play-offs qualifizieren, verloren aber im Viertelfinale gegen Miami Fusion. Dieses wurde 2002 wiederholt, allerdings hieß der Play-off-Gegner Los Angeles Galaxy. Aufgrund des Gewinns des MLS Cup 2000 qualifizierte sich das Team für den CONCACAF Champions’ Cup 2002. Kansas City schaffte es, sich bis ins Halbfinale durchzusetzen, unterlag dort aber Monarcas Morelia aus Mexiko. Auch die Teilnahme am U.S. Open Cup war erfolgreicher als in der Liga. Nach Siegen gegen Rochester Rhinos und Milwaukee Rampage, erreichte die Mannschaft das Halbfinale. Dort siegte allerdings die Columbus Crew.
2004 verpasste man das Supporter’s Shield nur knapp. Nach Siegen über die San José Earthquakes und die Los Angeles Galaxy erreichten die Wizards zum zweiten Mal den MLS Cup. In Carson unterlag man D.C. United mit 3:2. Nach der Saison wechselten die Wizards in die Eastern Conference. Am 31. August 2006 wurde bekannt, dass Lamar Hunt das Team an eine Gruppe lokaler Geschäftsleute verkauft hat. Hunt wollte bereits seit Ende 2004 die Wizards verkaufen, fand aber keinen Abnehmer.
Nach einer enttäuschenden Saison 2006 übernahm Curt Onalfo das Amt des Trainers. Zuvor wurde der bisherige Trainer Bob Gansler, der die Mannschaft über sechs Jahre betreute, entlassen. In der darauffolgenden Saison konnte die Mannschaft das Halbfinale der Play-offs erreichen. Einen großen Anteil daran hatte der Neuzugang Kevin Hartman, der für die nötige Sicherheit im Tor sorgte.
Zur Saison 2008 wechselte die Mannschaft in den CommunityAmerica Ballpark und konnte wiederum die Play-offs erreichen. Dieses schafften sie 2009 und 2010 nicht mehr. Seit August 2009 ist der ehemalige US-Nationalspieler Peter Vermes Trainer der Wizs.

### Erfolge mit neuem Namen
Nach der Saison 2010 benannte man das Team in Sporting Kansas City um. Laut den Teameigentümern wollte man damit eine neue Identität schaffen, die eine engere Beziehung mit den Fans als Ziel hat. Am 9. Juni zog die Mannschaft in das neue Stadion, den Livestrong Sporting Park, ein.
Sportlich lief es unter dem neuen Namen überaus gut. So beendete Sporting KC in den Jahren 2011 und 2012 die Regular Season als Erster der Eastern Conference. 2013 gelang schließlich der große Erfolg mit dem Gewinn des MLS Cup und damit der zweite Meistertitel in der Major League Soccer seit Bestehen des Klubs. In den Jahren 2012 und 2015 gewann Sporting darüber hinaus den Lamar Hunt U.S. Open Cup.

## Wappen und Farben
Das Logo von Sporting Kansas City besteht aus den Farben Dunkel-Indigo und „Sporting“-Blau. Das Wappen hat die Form eines Schildes. Auf diesem wird die Bundesstaatengrenze zwischen Kansas und Missouri dargestellt, diese repräsentiert die Fanbasis auf beiden Seiten der Grenze. Die elf unterschiedlichen Linien, die die sechs Streifen auf der rechten Seite fassen, symbolisieren elf Spieler, die für eine Mannschaft auf dem Feld stehen. Das ineinander verschlungene „SC“ geht auf den Stab des griechischen Asklepios, Gott der Heilkunst, zurück. Dieser steht auch für Gesundheit und Fitness. Weitere Symbolisierungen dafür sind die griechische Statue Nike von Samothrake und die spanische Architektur des Country Club Plaza's in Kansas City.

Logo Kansas City Wiz (1996)
Logo Kansas City Wizards (1997–2006)
Logo Kansas City Wizards (2006–2010)
Logo Sporting Kansas City Wizards (seit 2011)

## Stadion
- Arrowhead Stadium: Kansas City (Missouri) (1996–2007)
- Blue Valley Sports Complex: Overland Park (Kansas) (2001, 2004, 2006) – 5 Spiele im US Open Cup
- Julian Field: Parkville (Missouri) (2005) – 2 Spiele im US Open Cup
- CommunityAmerica Ballpark: Kansas City (Kansas) (2008–2011)
- Hermann Stadium: St. Louis (Missouri) (2009) – 1 Spiel in der North American SuperLiga
- Stanley H. Durwood Stadium: Kansas City (Missouri) (2010) – 1 Spiel im US Open Cup
- Children’s Mercy Park: Kansas City (Kansas) (seit 2011)

Von 1996 bis 2007 trugen die Wizards ihre Heimspiele im Arrowhead Stadium aus. Dieses für American Football gebaute Stadion wurde ebenfalls von den Kansas City Chiefs benutzt. Im Jahre 2007 wurde das Stadion renoviert, sodass die Wizards sich nach einer neuen Spielstätte umsehen mussten.
Von 2008 bis 2011 nutzen die Wizards den CommunityAmerica Ballpark in Kansas City, Kansas. Dieses ergab sich durch eine Vereinbarung mit Baseballteam Kansas City T-Bones aus der Northern League. Das Stadion liegt in Kansas City, Kansas und nicht wie das Arrowhead Stadium in Kansas City, Missouri. Daher kam auch der Umzug des Teams zustande. Beide Städte liegen aber in unmittelbarer Nachbarschaft.
Seit einiger Zeit planten die Clubbesitzer den Bau eines eigenen fußballspezifischen Stadions. 2007 wurden Pläne bekannt, nach denen Sporting sich um ein Gelände im Südosten Kansas Citys (Missouri) bemühten. Ende 2007 wurden die Bebauungspläne vom Stadtrat bewilligt, Ende 2008 wurde die Finanzierung mit dem Staat Missouri geklärt. Sobald die Bannister Mall, ein ehemaliges Einkaufszentrum, abgerissen sei, sollte der Bau des Stadions, das unter dem Namen „Trails Stadium“ bekannt war, beginnen. Wegen der Wirtschaftskrise wurden die Pläne verworfen und man suchte stattdessen nach einem Standort in Kansas City (Kansas). Dieser wurde mit dem Standort in der Nähe des „Village West“ gefunden und nachdem alle Bewilligungen eingeholt waren, begannen am 20. Januar 2010 schließlich die Bauarbeiten am Stadion. Der 180 Mio. USD teure Livestrong Sporting Park bietet 18.500 Zuschauern Platz. Am 9. Juni 2011 wurde das Stadion eröffnet. Das erste Spiel fand am selben Tag statt und endete gegen Chicago Fire mit 0:0.

## Fans und Rivalen

### Fangruppierungen
Sporting hat einen Fanklub mit dem Namen „The Cauldron“.

### Rivalitäten
Es gibt keine Rivalität zu einem anderen MLS-Club. Ebenso wie New England Revolution nimmt Sporting an keinem „MLS Rivalry Cup“ teil.

## Eigentümer
Seit dem 31. August 2006 ist der Sporting Club Eigentümer von Sporting Kansas City. Vorher gehörte das Franchise Lamar Hunt. Der Sporting Club ist eine Investorengruppe aus Kansas City und besteht aus insgesamt fünf Personen: Neal Patterson (CEO und Mitbegründer der Cerner Corporation), Clifford Illig (Mitbegründer und Vize-Vorsitzender der Cerner Corporation), Pat Curran (Gründer von C3 Holdings), Greg Maday (CEO von SpecChem), Robb Heineman (CEO von OnGoal, Partner von Rock Island Capital).
Der Sporting Club ist auch Besitzer der Sioux Falls Skyforce in der NBA Development League und der Kansas City Blues, welche in den USA Rugby Divisions 1 & 3 spielen.

## Jugend und Entwicklung
Seit 2007 hat Sporting Kansas City mit der Sporting Kansas City Academy ein eigenes Jugend- und Spielerentwicklungsprogramm. Zurzeit gibt es vier Jugendmannschaften in der Academy, und zwar die Altersklassen U-18, U-16, U-14 und U-12. Über die „Home Grown Player Rule“ der Major League Soccer haben die Academy Spieler die Möglichkeit direkt in die erste Mannschaft von Sporting zu kommen, ohne an einer Draft-Auswahl teilzunehmen. Die U-14 bis U-18 Mannschaften spielen in den Ligen der U.S. Soccer Development Academy. Die U-12 und U-14 Mannschaften spielen in diversen regionalen Ligen.
Neben seiner eigenen Academy unterhält SKC weitere Partnerschaften mit Jugendtrainingsstützpunkten in den ganzen USA.

## Spieler und Mitarbeiter

### Aktueller Profikader
Stand: Juli 2023
| Nr. |                    | Position | Name              |
| --- | ------------------ | -------- | ----------------- |
| 1   | Vereinigte Staaten | TW       | John Pulskamp     |
| 3   | Spanien            | AB       | Andreu Fontàs     |
| 4   | Deutschland        | AB       | Robert Voloder    |
| 5   | Kolumbien          | AB       | Dany Rosero       |
| 6   | Serbien            | MF       | Nemanja Radoja    |
| 7   | Schottland         | ST       | Johnny Russell () |
| 8   | Vereinigte Staaten | AB       | Graham Zusi       |
| 9   | Mexiko             | ST       | Alan Pulido       |
| 10  | Israel             | MF       | Gadi Kinda        |
| 11  | Vereinigte Staaten | ST       | Khiry Shelton     |
| 12  | Vereinigte Staaten | AB       | Kortne Ford       |
| 13  | Chile              | MF       | Felipe Gutiérrez  |
| 14  | Deutschland        | AB       | Tim Leibold       |
| 15  | Honduras           | MF       | Roger Espinoza    |
| 17  | Vereinigte Staaten | AB       | Jake Davis        |
| 18  | Belgien            | AB       | Logan Ndenbe      |

| Nr. |                    | Position | Name               |
| --- | ------------------ | -------- | ------------------ |
| 19  | Vereinigte Staaten | AB       | Robert Castellanos |
| 20  | Ungarn             | ST       | Dániel Sallói      |
| 21  | Vereinigte Staaten | MF       | Felipe Hernández   |
| 22  | Vereinigte Staaten | TW       | Kendall McIntosh   |
| 23  | Nigeria            | ST       | William Agada      |
| 24  | Vereinigte Staaten | AB       | Kayden Pierre      |
| 25  | Vereinigte Staaten | ST       | Ozzie Cisneros     |
| 26  | Deutschland        | MF       | Erik Thommy        |
| 27  | Zypern Republik    | ST       | Marinos Tzionis    |
| 28  | Vereinigte Staaten | MF       | Cameron Duke       |
| 29  | Vereinigte Staaten | TW       | Tim Melia          |
| 30  | Kanada             | ST       | Stephen Afrifa     |
| 31  | Vereinigte Staaten | MF       | Danny Flores       |
| 54  | Frankreich         | MF       | Rémi Walter        |
| 82  | Vereinigte Staaten | AB       | Chris Rindov       |

### Bisherige Spieler
→ siehe Hauptartikel: Liste der Spieler von Sporting Kansas City

### Trainerstab
Stand: 31. August 2018.
- Kerry Zavagnin (Interimstrainer)
- Zoran Savic (Assistenztrainer)
- Alec Dufty (Torwarttrainer)
- Mateus Manoel (Fitnesstrainer)

### Bisherige Trainer
- Ron Newman (1996–1999)
- Ken Fogarty (1999; Interimstrainer)
- Bob Gansler (1999–2006)
- Brian Bliss (2006; Interimstrainer)
- Curt Onalfo (2006–2009)
- Peter Vermes (2009–)

## Erfolge
- MLS Cup
  - Sieger (2): 2000, 2013
  - Finale (1): 2004

- MLS Supporters’ Shield
  - Sieger (1): 2000
  - Zweiter (3): 1997, 2004, 2012

- MLS Western Conference
  - Sieger (Regular Season) (4): 1997, 2000, 2004, 2018
  - Sieger (Playoff) (1): 2004

- MLS Eastern Conference
  - Sieger (Regular Season) (2): 2011, 2012

- Lamar Hunt U.S. Open Cup
  - Sieger (4): 2004, 2012, 2015, 2017
  - Finale (1): 2024

## Statistiken

### Saisonbilanz
| Saison               | Regular Season   | Play-offs             | Lamar Hunt U.S. Open Cup | CONCACAF Champions League |
| -------------------- | ---------------- | --------------------- | ------------------------ | ------------------------- |
| Kansas City Wizards  |                  |                       |                          |                           |
| 1996                 | 3. Platz (West)  | Halbfinale            | Viertelfinale            | nicht qualifiziert        |
| 1997                 | 1. Platz (West)  | Viertelfinale         | Achtelfinale             | nicht qualifiziert        |
| 1998                 | 6. Platz (West)  | nicht qualifiziert    | Achtelfinale             | nicht qualifiziert        |
| 1999                 | 6. Platz (West)  | nicht qualifiziert    | nicht qualifiziert       | nicht qualifiziert        |
| 2000                 | 1. Platz (West)  | Meister               | 2. Runde                 | nicht qualifiziert        |
| 2001                 | 3. Platz (West)  | Viertelfinale         | Achtelfinale             | nicht ausgetragen         |
| 2002                 | 5. Platz (West)  | Viertelfinale         | Halbfinale               | Halbfinale                |
| 2003                 | 2. Platz (West)  | Halbfinale            | Achtelfinale             | nicht qualifiziert        |
| 2004                 | 1. Platz (West)  | Finale                | Sieger                   | nicht qualifiziert        |
| 2005                 | 5. Platz (Ost)   | nicht qualifiziert    | Viertelfinale            | Viertelfinale             |
| 2006                 | 5. Platz (Ost)   | nicht qualifiziert    | Achtelfinale             | nicht qualifiziert        |
| 2007                 | 5. Platz (Ost)   | Halbfinale            | 1. Qualifikationsrunde   | nicht qualifiziert        |
| 2008                 | 4. Platz (Ost)   | Viertelfinale         | Viertelfinale            | nicht qualifiziert        |
| 2009                 | 6. Platz (Ost)   | nicht qualifiziert    | Viertelfinale            | nicht qualifiziert        |
| 2010                 | 3. Platz (Ost)   | nicht qualifiziert    | 2. Qualifikationsrunde   | nicht qualifiziert        |
| Sporting Kansas City |                  |                       |                          |                           |
| 2011                 | 1. Platz (Ost)   | Halbfinale            | Viertelfinale            | nicht qualifiziert        |
| 2012                 | 1. Platz (Ost)   | Conference Halbfinale | Sieger                   | nicht qualifiziert        |
| 2013                 | 2. Platz (Ost)   | Meister               | 4. Runde                 | Viertelfinale (2013/2014) |
| 2014                 | 5. Platz (Ost)   | Knockout Round        | 5. Runde                 | Gruppenphase (2014/2015)  |
| 2015                 | 6. Platz (West)  | Knockout Round        | Sieger                   | nicht qualifiziert        |
| 2016                 | 5. Platz (West)  | Knockout Round        | Achtelfinale             | Gruppenphase (2016/2017)  |
| 2017                 | 5. Platz (West)  | Knockout Round        | Sieger                   | nicht qualifiziert        |
| 2018                 | 1. Platz (West)  | Conference-Finale     | Viertelfinale            | nicht qualifiziert        |
| 2019                 | 11. Platz (West) | nicht qualifiziert    | 4. Runde                 | Halbfinale                |
| 2020                 | 1. Platz (West)  | Viertelfinale         | nicht ausgetragen        | nicht qualifiziert        |
| 2021                 | 3. Platz (West)  | Viertelfinale         | nicht ausgetragen        | nicht qualifiziert        |
| 2022                 | 12. Platz (West) | nicht qualifiziert    | Halbfinale               | nicht qualifiziert        |

1. ↑  2002 bis 2017 begann der Wettbewerb jeweils im Herbst des vorherigen Jahres. Bis 2008 unter dem Namen CONCACAF Champions' Cup.

### Vereinsrekorde
Diese Rekorde beziehen sich auf die Regular Season bis einschließlich der Saison 2017:
- Meiste Spiele:  Davy Arnaud, 240
- Meiste Tore:  Preki, 71
- Meiste Assists:  Preki, 98
- Meiste Spiele ohne Gegentor:  Tony Meola, 37

### Besucherschnitt
Regular Season / Play-offs
- 1996: 12.878[10] / 7.754[7]
- 1997: 9.058[11] / 10.174[7]
- 1998: 8.073[12] / nicht qualifiziert
- 1999: 8.183[13] / nicht qualifiziert
- 2000: 9.112[14] / 8.243[7]
- 2001: 10.954[15] / 5.803[7]
- 2002: 12.255[16] / 9.484[7]
- 2003: 15.573[17] / 10.712[7]
- 2004: 14.816[18] / 11.077[7]
- 2005: 9.691[19] / nicht qualifiziert
- 2006: 11.083[20] / nicht qualifiziert
- 2007: 11.586[21] / 12.442[7]
- 2008: 10.686 / 10.385[7]
- 2009: 10.053 / nicht qualifiziert
- 2010: 10.287 / nicht qualifiziert
- 2011: 17.810 / 19.702[7]
- 2012: 19.364 / 20.894
- 2013: 19.709 / 20.777
- 2014: 20.003 / nicht qualifiziert
- 2015: 19.687 / nicht qualifiziert